# 李重俊

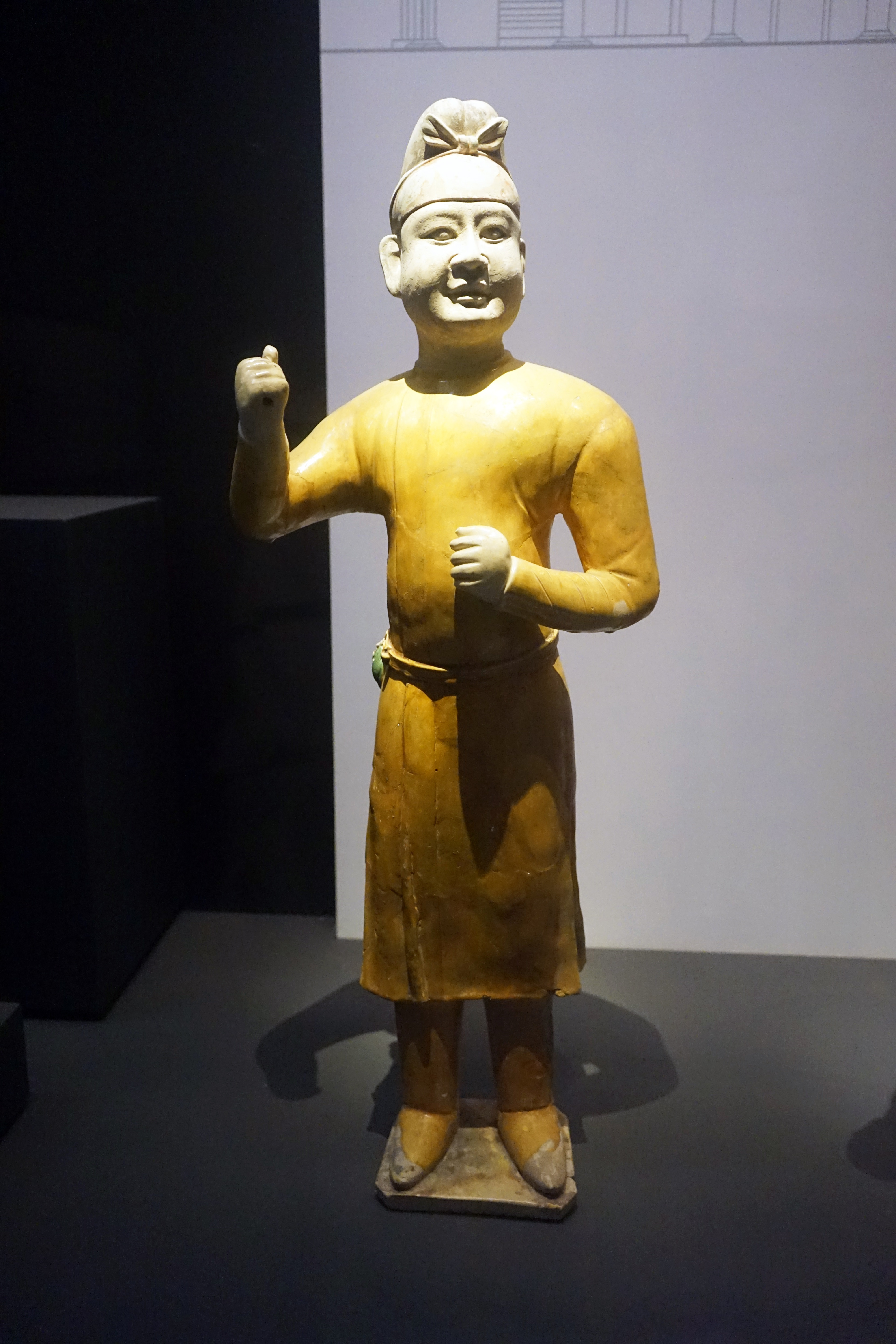
三彩牽馬俑、節愍太子墓から出土

李 重俊（り じゅうしゅん、? - 707年）は、中国の唐の中宗李顕の三男。

## 生涯
聖暦元年（698年）、義興郡王に封じられたのを皮切に、左衛大将軍に昇進し、揚州大都督を兼任するようになった。神龍2年（706年）秋、皇太子として立てられた。しかし韋后の実子でなかったため、韋后の猜忌心を生むことになった。また後に安楽公主が皇太女の地位を狙うようになると、自身の地位に危機感を抱いた李重俊は、神龍3年（707年）7月に左羽林大将軍李多祚・右羽林将軍李思沖・李承況・独孤禕之・沙吒忠義らと結びクーデターを計画、韋后をはじめ武三思・武崇訓父子、安楽公主や上官婉児を殺害しようと計画した。しかし実際に挙兵すると、軍勢は玄武門で宮殿への侵入を阻止され、李多祚・李承況・独孤禕之・沙吒忠義などが戦死し、集団は潰走した。
クーデターに失敗した李重俊は、わずかな部下を引き連れ終南山へと逃亡したが、中宗の命を受け追撃した趙思慎により殺害された。
睿宗が即位すると、節愍太子と追諡された。